# (8453) 1981 EQ
(8453) 1981 EQ (1981 EQ, 1989 UA4) — астероїд головного поясу, відкритий 1 березня 1981 року.
Тіссеранів параметр щодо Юпітера — 3,153.